# Freya Mavor
Freya Mavor (Glasgow, 13 augustus 1993) is een Schots film- en televisieactrice. Ze is bekend van onder andere haar rol als Mini McGuinness in de Britse tienerserie Skins.
Verder speelde ze onder meer Elizabeth of York in de miniserie The White Queen en had ze een rol in verschillende films, waaronder Cézanne et moi.
- Biblioteca Nacional de España: XX5720555
- Gemeinsame Normdatei: 1128090384
- Library of Congress Control Number: no2014038211
- MusicBrainz: 38096b5b-dd98-4a72-b32a-4477f9210b07
- Nationale Bibliotheek van Tsjechië: xx0275039
- Nederlandse Thesaurus van Auteursnamen: 417058691
- Virtual International Authority File: 9564149068600465730003
- WorldCat: E39PBJm4XchpYH9PK3tmvHxYyd